# البرتا (آلاباما)
البرتا (به انگلیسی: Elberta) شهرکی در شهرستان بالدوین ایالت آلاباما است که مساحت آن ۱۷٫۷۶ کیلومتر مربع است و در سرشماری سال ۲۰۱۰ میلادی، ۱٬۴۹۸ نفر جمعیت داشته و تراکم جمعیتی آن، ۸۴٫۳۵ نفر در هر کیلومتر مربع بوده‌است.

## جغرافیا
البرتا در جنوب استان بالدوین واقع شده‌است. جاده ۹۸ ایالات متحده از مرکز این شهر عبور می‌کند و پس از طی ۸ کیلومتر (۵ مایل) به سمت غرب، به فولی، و پس از ۱۶ کیلومتر (۱۰ مایل) به سمت شرق، به لیلین در مرز فلوریدا می‌رسد.
طبق اعلام اداره آمار ایالات متحده آمریکا، مجموع وسعت این شهر ۱۷٫۸ کیلومتر مربع (۶٫۹ مایل مربع) بوده که ۱۷٫۵ کیلومتر مربع (۶٫۸ مایل مربع) آن خشکی، و ۰٫۳ کیلومتر مربع (۰٫۱۲ مایل مربع) یا ۱٫۴۷٪ وسعت آن از آب پوشیده شده‌است.